# ドゥカティ・ハイパーモタード
ハイパーモタード（Hypermotard）は、ドゥカティが生産しているスーパーモタードタイプのオートバイ。世界初のクロスオーバータイプのオートバイである。

## 概要
2005年、ミラノショーで発表され、ピエール・テルブランチがドゥカティで成功した最後のオートバイである。大半のオフロードベースのモタードではなく、オンロードベースの車格となっているため体格に恵まれていないライダーでも運転できるようになっている。2007年に1078 ccが量産され、2009年には空冷803 ccLツインエンジン「デスモデュエ」と湿式クラッチを搭載したハイパーモタード796が追加され、2010年にはハイパーモタード1100 EVOと上位モデルであるハイパーモタード1100 EVO SPが追加された。
2013年にはフルモデルチェンジし1100と796のエンジンは水冷821 cc Lツインエンジン「テスタストレッタ11°」に一本化され、スタンダードモデルであるハイパーモタード、前後サスペンションとホイール、タイヤをアップグレードしたハイパーモタードSP、サスペンションストロークを短くしてシート高を落とし、スクリーンやパニアケースを装備してツーリング向けとしたハイパーストラーダの3種類にグレードアップしている。

## モデル一覧

### Hypermotard
2007年発売開始。
2013年より水冷821 ccLツインエンジンのスタンダードモデルとなる。

### Hypermotard SP
2013年発売開始。

### Hyperstrada
2013年発売開始。